# إستريلا
إستريلا هو لاعب كرة قدم برتغالي في مركز الوسط، ولد في 22 سبتمبر 1995 في لواندا في أنغولا. شارك مع منتخب البرتغال تحت 20 سنة لكرة القدم. أما مع النوادي، فقد لعب مع أورلاندو سيتي ونادي أبويل.

## وصلات خارجية
- إستريلا على موقع اتحاد تركيا (لاعب) (الإنجليزية)
- إستريلا على موقع الدوري الأمريكي (الإنجليزية)
- إستريلا على موقع قاعدة بيانات كرة القدم.إي يو (الإنجليزية)
- إستريلا على موقع ناشيونال فوتبول تيمز (الإنجليزية)
- إستريلا على موقع Soccerway.com (الإنجليزية)
- إستريلا على موقع عالم كرة القدم.نت (الإنجليزية)